# Pan Vajíčko
Pan Vajíčko je animovaná postavička, která za socialismu oddělovala v Československé televizi reklamy od ostatních pořadů a také jednotlivé reklamy od sebe. Vytvořil jej animátor Eduard Hofman v roce 1967. Objevoval se na obrazovkách přes dvacet let, zmizel až po revoluci v roce 1989.

## Vývoj postavičky
Koncem šedesátých let, jako důsledek uvolnění politických poměrů v zemi, došlo ve vysílání Československé televize i na reklamu. Praxe záhy ukázala, že je třeba reklamu od ostatních pořadů oddělit jasněji než jen optickým trikem. Animátoři vytvořili z několika bílých čar na černém pozadí postavičku vejčitého tvaru, která se snášela shůry na balóncích s písmeny REKLAMA (do začátku 70. let TV TIPY). Na jejím základě o něco později vznikly i dvousekundové předěly, které se vkládaly mezi jednotlivé šoty. A protože animátoři nechtěli mít všechny předěly stejné, postavička se v průběhu let pouštěla do nejrůznějších činností a vzniklo přes pět stovek šotů. Inspirací k nim byly často také reakce diváků. Postavička například lovila ryby, vařila nebo třeba žonglovala. V květnu, měsíci lásky, se na obrazovce objevila i podobná ženská postavička, které se pan Vajíčko dvořil. 
Zpočátku se mu říkalo Pumprlík, jméno „pan Vajíčko“ mu dali spontánně sami televizní diváci. 
V průběhu let se stal úsměvným symbolem, a jako takový přežil v myslích lidí i pád komunistického režimu i rozdělení Československé televize.

## Autorská práva
V revoluční době roku 1989 se ztratily i smlouvy o autorských právech na pana Vajíčka a dlouho nebylo známo ani jméno autora. Proto nebylo možné tento symbol legálně používat. V současnosti[kdy?] Česká televize jedná s dědici autorských práv o nové smlouvě. Možná se tím pro pana Vajíčka otevřou nové možnosti.[zdroj?]